# Ada (Ohio)
Ada és una població dels Estats Units a l'estat d'Ohio. Segons el cens del 2000 tenia 5.582 habitants.

## Demografia
Segons el cens del 2000, Ada tenia 5.582 habitants, 1.783 habitatges, i 850 famílies. La densitat de població era de 1.152,5 habitants/km².
Dels 1.783 habitatges en un 22,9% hi vivien nens de menys de 18 anys, en un 37,6% hi vivien parelles casades, en un 7,3% dones solteres, i en un 52,3% no eren unitats familiars. En el 36,6% dels habitatges hi vivien persones soles el 9% de les quals corresponia a persones de 65 anys o més que vivien soles. El nombre mitjà de persones vivint en cada habitatge era de 2,22 i el nombre mitjà de persones que vivien en cada família era de 2,92.
Per edats la població es repartia de la següent manera: un 13,9% tenia menys de 18 anys, un 48,6% entre 18 i 24, un 18% entre 25 i 44, un 12,5% de 45 a 60 i un 7,1% 65 anys o més.
L'edat mediana era de 22 anys. Per cada 100 dones de 18 o més anys hi havia 94,4 homes.
La renda mediana per habitatge era de 24.665 $ i la renda mediana per família de 39.300 $. Els homes tenien una renda mediana de 32.143 $ mentre que les dones 23.750 $. La renda per capita de la població era de 12.561 $. Aproximadament l'11,7% de les famílies i el 21,9% de la població estaven per davall del llindar de pobresa.

## Poblacions més properes
El següent diagrama mostra les poblacions més properes.